# Wagenspel

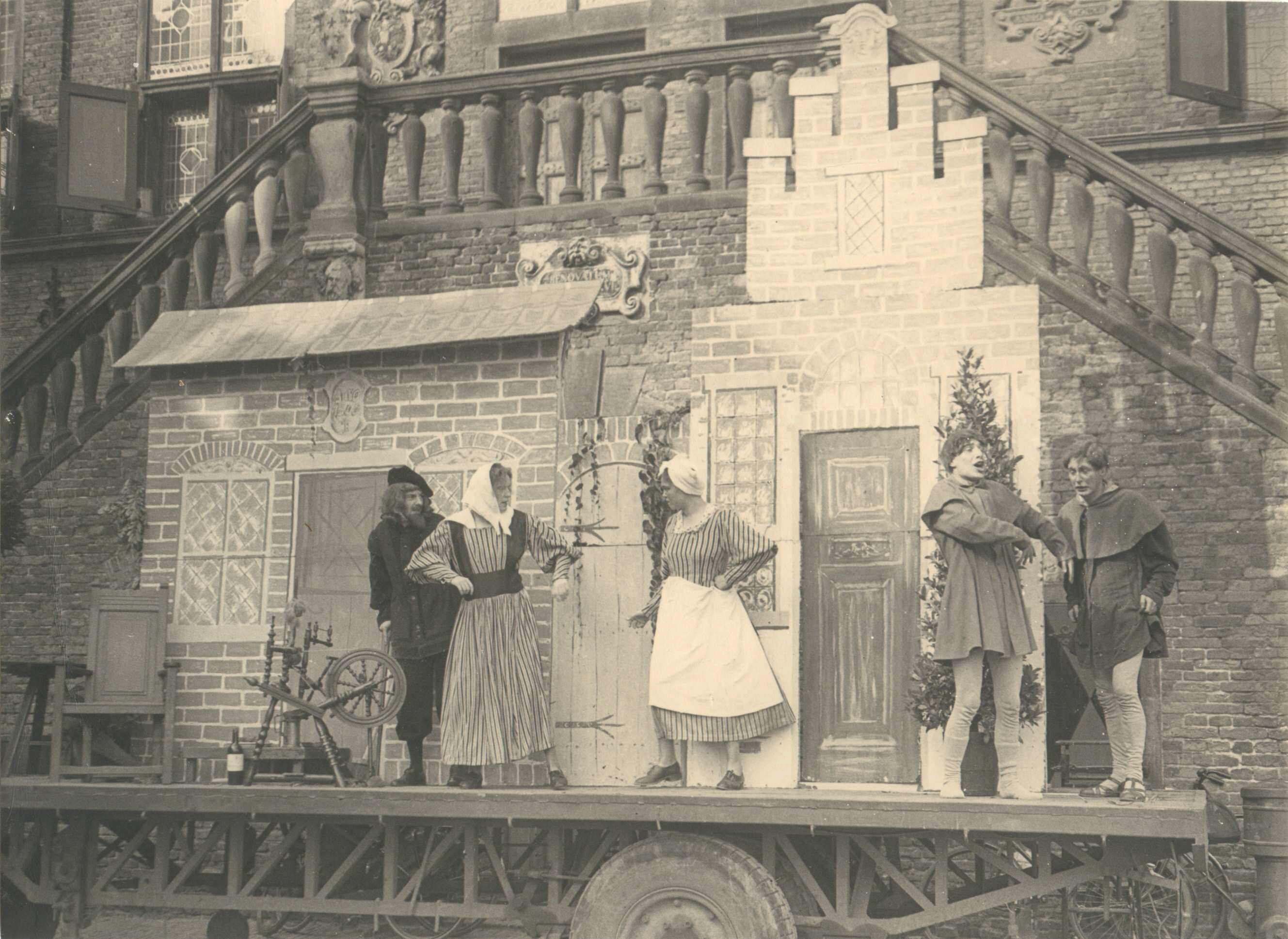
Opvoering van een wagenspel, Nijmegen, 1948

Het wagenspel, ontstaan in de Middeleeuwen, is een toneelstuk opgevoerd op een verplaatsbare inrichting, genoemd een wagen en ontstond in het laatste kwart van de 14e eeuw. De wagenspelen zijn een variant op het mirakelspel en het passiespel. Als een processie of optocht trekken de wagens langs het publiek. De wagens worden gemaakt door de gilden, wat ook te zien is aan de thema's van de wagens. Meestal is het feest in de stad wanneer de wagenspelen zich afspelen. Met hun praalwagens proberen de verschillende gilden elkaar af te troeven. Toch is er ook het aspect van bezinning. Dat blijkt bijvoorbeeld uit het 15e-eeuwse mirakelspel Mariken van Nieumeghen. Hierbij komt Mariken tot inkeer, na zeven jaar met de duivel te hebben verkeerd, bij het zien van een wagenspel.

## Toelichting
Het thema van het toneelstuk was oorspronkelijk religieus, maar werd later ook werelds ingevuld. De naam is ontleend aan het feit dat het stuk werd opgevoerd op een platte wagen, inclusief decor, wat als voordeel had dat het stuk op elke gewenste plaats kon worden opgevoerd. Plaatselijk kwam het ook voor dat men al lopend toneelscènes opvoerde, om die dan gedurende de gehele ommegang steeds te herhalen. De wagen had soms ook een ingenieus ingerichte benedenruimte die als kleedkamer dienstdeed. De wagens vormden eigenlijk mobiele speelhuisjes met verschillende decors.
Het spel voerde men op tijdens of na een ommegang en bestond uit stille vertoningen, losse voordrachten en declamaties langs de gevolgde processieroute. Daarom spreekt men ook over processiespelen of ommegangstoneel. Via archieven en rekeningposten zijn er wagenspelen bekend van Yesse uit Delft, een processiespel van 1388 in Den Haag. Ook is een speeltekst teruggevonden waarin achterelkaar 17 personen uit Arkel het woord voerden. Uit een archiefstuk van 1459 kan men afleiden dat in Venlo voor het huis van Jannes Dries een wagenspel werd opgevoerd toen hertog Adolf van Gelre er met vrienden rijkelijk zat te tafelen. Hij werd er als het ware getrakteerd op voorgereden straattoneel. Een bekend wagenspel van 1515 vormt het Wagenspel van Masscheroen, opgenomen in het gedramatiseerd (voor)leesboek Mariken van Nieumeghen.
Veel gilden en broederschappen (de zogenoemde confrérieën) die zich bezighielden met de opvoering van o.a. mirakelspelen, beschikten over een eigen wagen. Een wagenspel ontbrak bij geen enkele ommegang en was een vast terugkerend attribuut. De traditie zette zich voort tot in de 17e eeuw, maar ook in de 20e eeuw werden er, met name op Koninginnedag, op diverse plaatsen in Nederland nog wel historische wagenspelen opgevoerd. In het Limburgse Susteren werden in de tachtiger jaren wagenspelen in het Susterens dialect opgevoerd ter gelegenheid van de Wigibaldfeesten.